# دادات
دادات قرية سوريّة تتبع إداريّاً لمحافظة حلب منطقة منبج ناحية مركز منبج، بلغ تعداد سكانها 1,168 نسمة حسب التعداد السكاني لعام 2004.